# Duca di Addis Abeba
Duca di Addis Abeba fu un titolo nobiliare italiano. Esso fu istituito nel 1936 e conferito ad personam al maresciallo Pietro Badoglio. Il 5 maggio 1936 Badoglio partecipò come uno dei comandanti alla conquista dell'Etiopia e il Re d'Italia Vittorio Emanuele III di Savoia assunse il titolo di Imperatore d'Etiopia, Benito Mussolini quello di Fondatore dell'Impero, mentre a Badoglio fu concesso prima il titolo di Viceré d'Etiopia e poi il titolo di Duca di Addis Abeba. Il titolo fu trasmissibile sul cognome con facoltà di aggiungere il predicato di Addis Abeba con Regio Decreto motu proprio del 24 luglio 1936 e dalle Regie Lettere Patenti del dicembre seguente.
Come previsto dalla XIV disposizione transitoria e finale della Costituzione della Repubblica Italiana, dal 1948 il titolo non è riconosciuto dalla Repubblica Italiana, né mantenuto come parte del nome, in quanto creato dopo il 28 ottobre 1922.

## Duchi di Addis Abeba
- Pietro Badoglio, 1º Duca di Addis Abeba (1871-1956)

## Predicato di Addis Abeba
- Pietro Badoglio di Addis Abeba, primo Duca di Addis Abeba (1871-1956)
- Pietro Badoglio di Addis Abeba (1939–1992)
- Flavio Badoglio di Addis Abeba (nato 1973)